# Иллинойсская земля

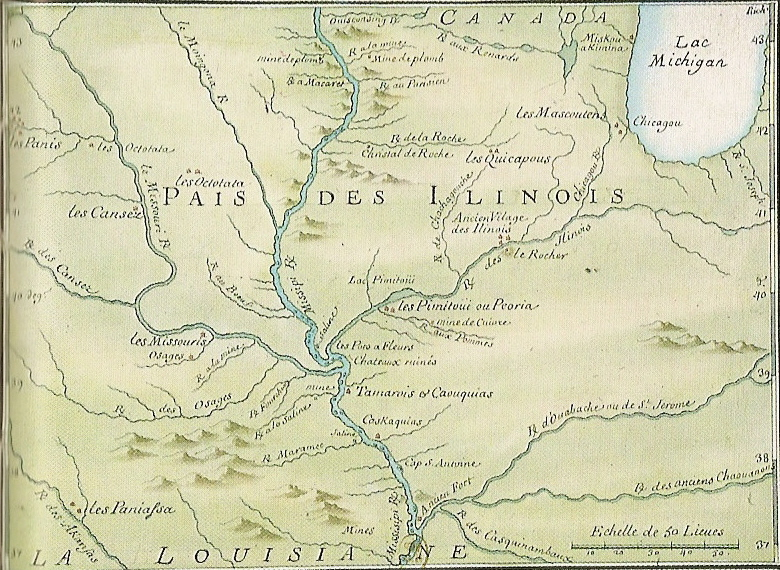
"Pais des Illinois" в 1717 году

Иллинойсская земля (фр. Pays des Illinois) или Верхняя Луизиана (фр. Haute-Louisiane) — регион на Среднем Западе США, исследованный и заселённый французами в XVII—XVIII веках. Термин относился ко всему бассейну Миссисипи, хотя поселения были сконцентрированы на территории современных американских штатов Иллинойс, Миссури и Индиана.

## География

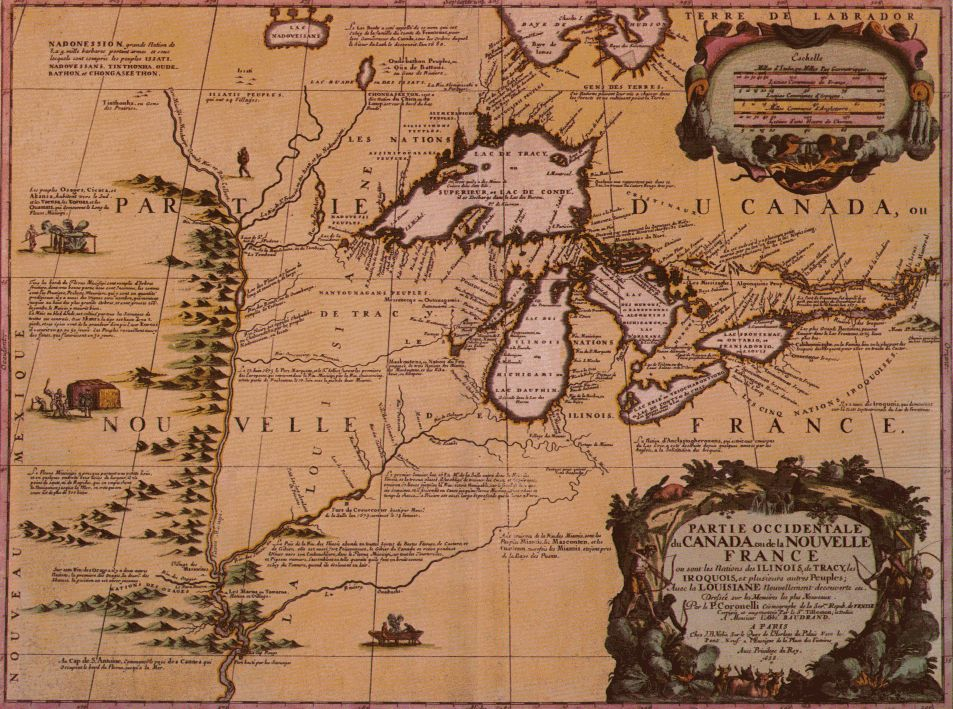
Запад Новой Франции на карте Винченцо Корронелли 1688 года

Границы региона никогда не были чётко определены. Самое широкое описание определяло его как земли от Аллеганских гор на востоке до Скалистых гор на западе и от Пеории на севере до Поста-Арканзас (в месте впадения реки Арканзас в реку Миссисипи) на юге. Согласно другому описанию, регион протянулся от озёр Мичиган и Верхнее до рек Огайо и Миссури. Получившие регион британцы описывали его как земли, ограниченные рекой Миссисипи на западе, рекой Иллинойс на севере, рекой Уобаш на востоке и рекой Огайо на юге. В центре всех описаний Иллинойсской земли находится район поймы Миссисипи, известный ныне как Америкэн-Боттом.
«Иллинойсом» называли этот регион индейские племена, входящие в иллинойсскую племенную конфедерацию. На карте, составленной в 1671 году французскими иезуитами, «Иллинойсом» было названо озеро Мичиган. Французские миссионеры и торговцы называли «Иллинойсом» территории к юго-западу и юго-востоку от озера. включая северную часть долины Миссисипи. На карте 1685 года термином «les Ilinois» был помечен обширный регион к юго-западу от озера, а картограф Винченцо Коронелли обозначил в 1688 году на карте обширный регион как «Иллинойсскую землю».

## История
В 1669—1670 годах французский миссионер в Канаде отец Жак Маркет встретил на озере Верхнее индейца из иллинойсской конфедерации, который рассказал о большой реке, текущей по его стране на юг и запад. В 1673—1674 годах Маркет и Луис Жулье исследовали долину реки Миссисипи от Грин-Бэй на озере Мичиган до реки Арканзас, включая долину реки Иллинойс. В 1675 году Маркет вернулся в эти места для основания иезуитской миссии. В последующие десятилетия в этом регионе стали поселяться европейцы, и к 1752 году их число достигло 2573 человек.
Изначально эти земли управлялись из Французской Канады, но 27 сентября 1717 года король Людовик XV издал указ, по которому Иллинойсская земля перешла в состав французской провинции Луизиана с северной границей по реке Иллинойс. В 1721 году 17-й округ Луизианы получил название «Иллинойс». В 1723 году регион в районе реки Уобаш был выделен в отдельный округ.

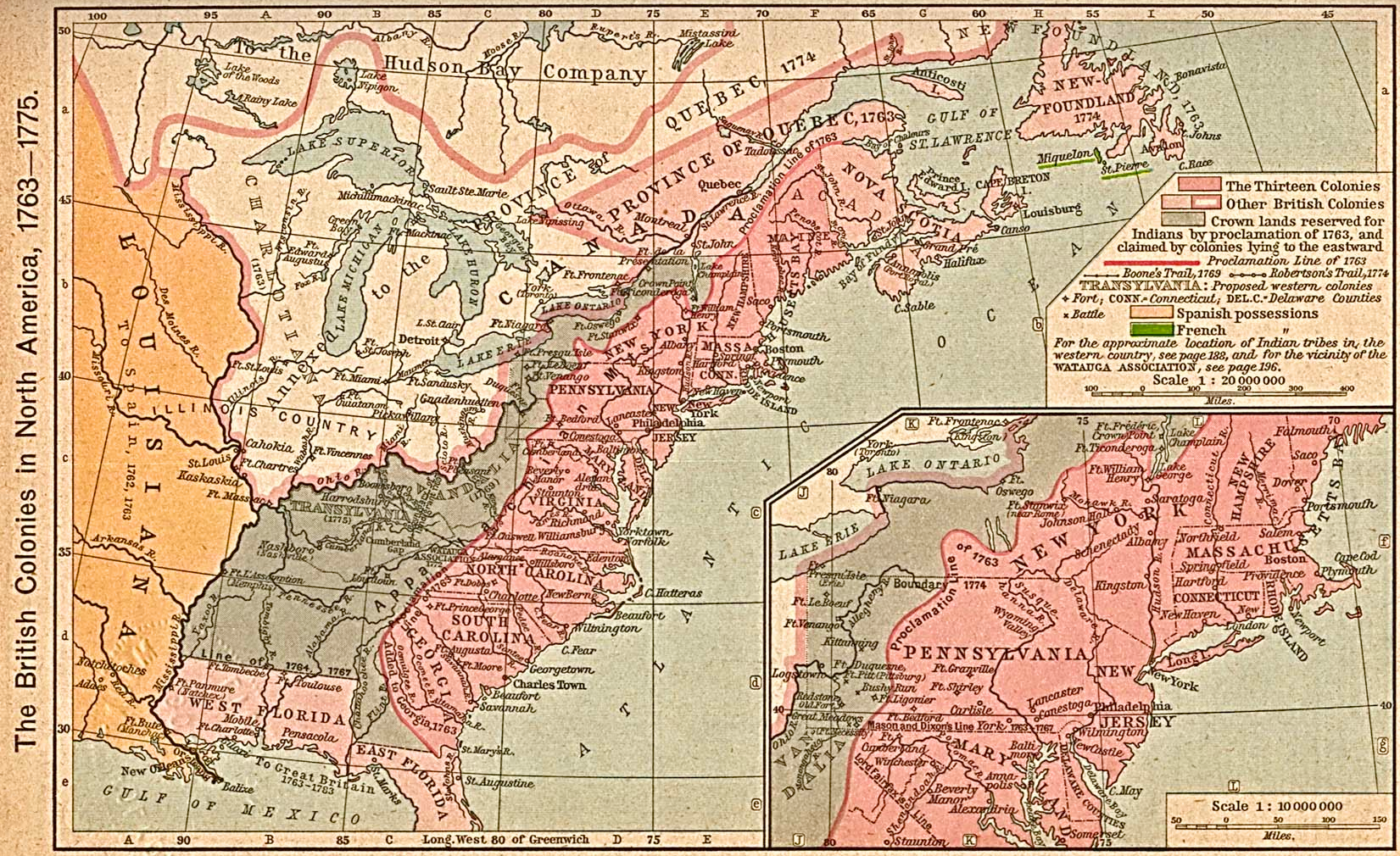
Британские колонии в Северной Америке после 1763 года

В середине XVIII века разразилась Франко-индейская война, по итогам которой Франция лишилась Верхней Луизианы: территория восточнее реки Миссисипи отошла британцам (включившим её в состав провинции Квебек), территория западнее Миссисипи — испанцам.
Оставшиеся на этих землях поселенцы не испытывали чувства лояльности к Великобритании, и во время Американской революционной войны поддержали сторонников независимости. В 1778 году генерал Джордж Кларк захватил часть иллинойсских земель западнее реки Огайо, и объявил о присоединении их к Виргинии, а затем Законодательное собрание Виргинии создало Графство Иллинойс, в которое были включены все территории к западу от реки Огайо, на которые Виргиния имела хоть какие-нибудь претензии; однако в реальности графству подчинялись лишь бывшие французские поселения. За помощь в войне за независимость французским и индейским обитателям Иллинойсской земли было дано полное гражданство США. В 1787 году Конгресс США принял Северо-западный ордонанс, в соответствии с которым бывший британский регион стал Северо-Западной территорией в составе США. В 1803 году благодаря приобретению Луизианы в состав США вошла и западная часть бывшей Иллинойсской земли, на которой был образован Округ Луизиана.